# 名古屋市交通局1800形電車

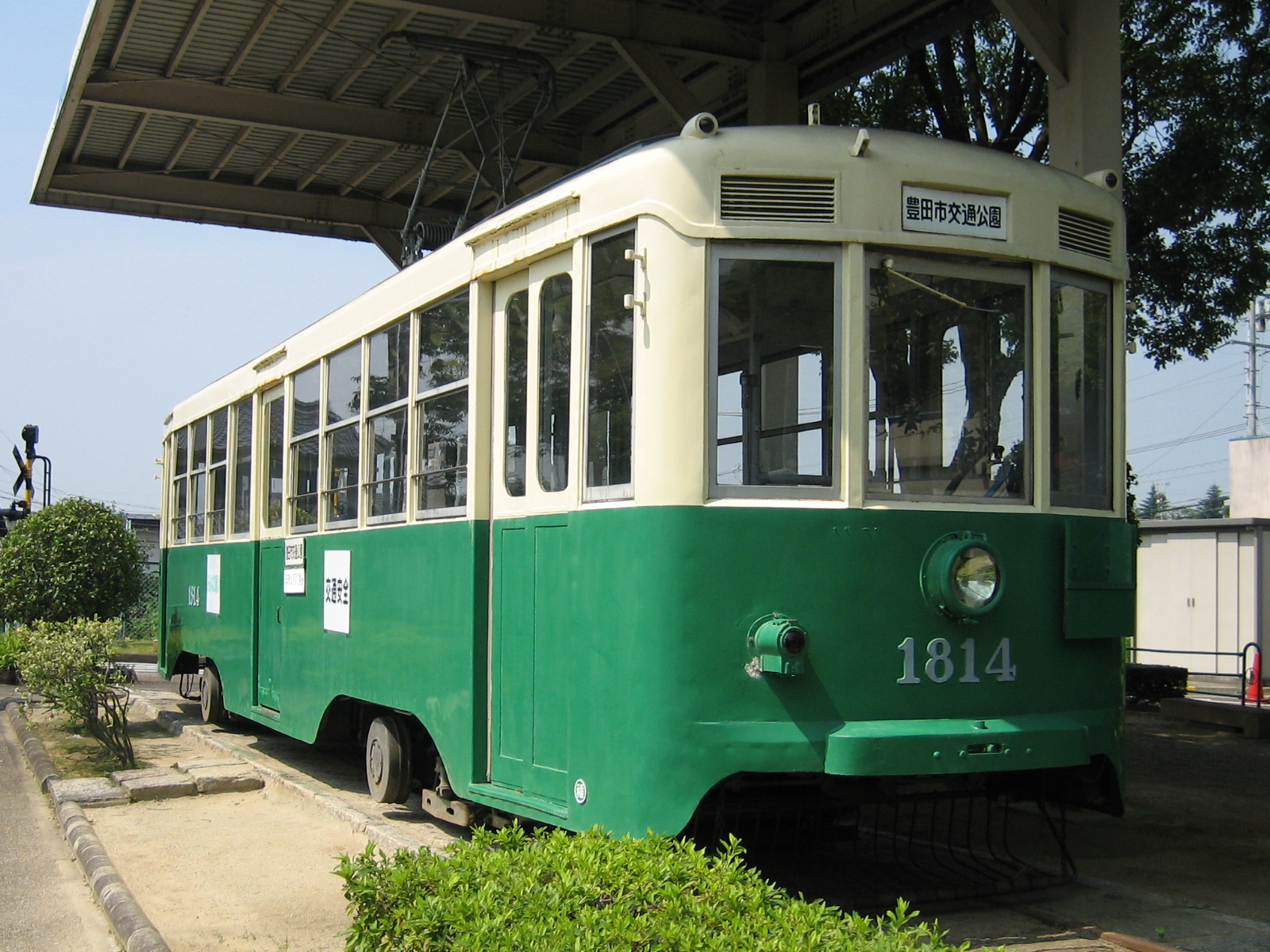
旧豊田市交通公園(現:平芝坂の上公園)に保存されている1814号（2008年7月）

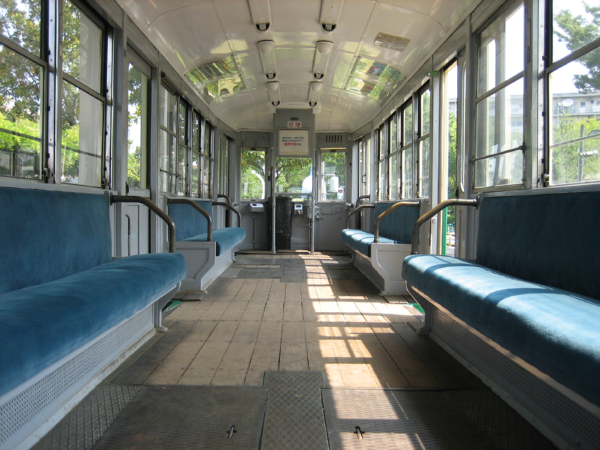
1814号の車内

名古屋市交通局1800形電車は、かつて名古屋市交通局が保有していた路面電車車両で、戦後の名古屋市電を代表する「和製PCCカー」のうち最初に登場した形式である。

## 登場に至るまで
戦後の名古屋市電は、他の大都市の路面電車同様、戦災による被害と補修部品不足から発生する故障の復旧を行いながら、戦後の混乱期を仙台市電100形の注文流れを購入した1070形や戦時中から鋼体化改造を進めていた1150形を投入することによって押し寄せる乗客をさばきつつ、輸送力の確保に努めていた。戦後の混乱が一段落した1949年以降は1400形を路面電車標準規格型車体に当てはめた1500形を翌1950年にかけて45両増備し、続いて1500形の車体長を少し短くして2扉とした1600形を1951年9月までに76両増備して、輸送力の確保と旧型ボギー車及び木造単車の置き換えを実施した。併せて、1949年の清水口延長線清水口 - 黒川間の延伸を皮切りに路線延長が再開され、無軌条電車線を電車化した循環東線、循環北線や戦災復旧路線の東臨港線など、名古屋市内の外縁部に路線が拡大していった。
同時に、1950年代に入るとアメリカのPCCカーの情報が詳しく入るなど、路面電車においても技術革新の波が押し寄せてきた。当時の六大都市（東京、大阪、名古屋、横浜、京都、神戸）の交通局においても、新時代の路面電車車両に向けた研究が行われ、1951年には横浜市電1500形が吊掛駆動ながらも間接制御や防振ゴムを多用して防音防振に注力した新型台車を装備して登場し、1953年には大阪市電3000形がPCCカーの試作車として登場、翌1954年には大阪市電2201形が横浜市電1500形同様の性能を持つ間接制御車として登場した。名古屋市電においても、新線開業に伴う需要増加と、老朽化していた単車の置き換えが必要とされていたことから新車を投入することになり、併せてこれらの技術革新の動きを採り入れて、1800形は名古屋市電初の無音電車として登場した。

## 車両概要

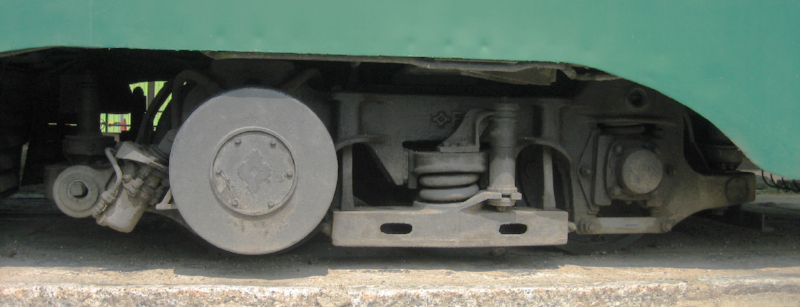
1814号の台車（住友FS60）

1953年8月 - 1954年10月にかけて総数25両が日本車輌製造と愛知富士産業、輸送機工業で製造された。製造時期によって局内通称A車、B車の2タイプに分かれていた。このうち1815号は登場直後の1954年7月に1900形1901号に改番され、性能上も1900形と大差ないことから、1900形の項で紹介する。
A車（1801-1814）
当グループは1953年8月から9月にかけて登場した。戦前の代表車である1400形をモデルとしていたが、装備機器だけでなく車体も大きくモデルチェンジされていた。車体構造は再び張り上げ屋根となり、内部は木部も含めてニス塗りではなく塗装されていた。側面窓配置1D4D4D1で上段窓はサッシュレス化されており、前後乗降扉は2枚引き戸で中央扉は1枚引き戸は変わりがないが、窓の保持はHゴムを使用したものとなった。前面は3枚窓で中央窓が下記の運転手の勤務状態に配慮して押し出し式の外開き窓になり、方向幕の左右には車内の換気を考慮してルーバーがついた。台車及び電装品はモーターにSN-50(約38kWh)を装備した従来からの吊掛駆動であるが、制御器にはAB型間接制御装置を、ブレーキには電空併用のセルフラップ式ブレーキを装備して、台車は弾性車輪つきで従輪に内拡式ブレーキを取り付けた住友FS60を履いていた。この新しい車体は、のちに登場した1550形、1900形、2000形と続く戦後の名古屋市電スタイルの基礎となった。
B車（1821-1830）
このグループはA車の使用実績を踏まえて、新線建設に伴う車両増備と単車の代替用として1954年10月に登場した。車体の構造は、側面窓配置1D4D4D1、前後乗降扉は2枚引き戸で中央扉は1枚引き戸は変わりはないが、前面は少しモデルチェンジされて下部にスカートがつき、3枚窓の中央は落し込み式となった。また、モーターは出力が強化されたTDK535A(約45kWh)を搭載して、台車もブレーキが全軸ブレーキとなったことから、吊掛駆動ながらもPCCカーと同じ設計でブレーキドラムを外側に取り付けた住友FS61を履くなどの変更が行われた。

## 運用
1800形はすぐに1901号に改番された1815号を除く全車が池下車庫に配置され、東西のメインルートである栄町線（広小路線）・覚王山線・東山公園線を走る1号系統（名古屋駅前 - 笹島町 - 栄町（1966年以降栄に改称） - 今池 - 覚王山 - 東山公園 - 星ヶ丘（東山公園 - 星ヶ丘間は1959年開業））や2号系統（稲葉地町 - 中村公園 - 笹島町 - 栄町 - 今池 - 覚王山 - 東山公園（中村線中村公園 - 稲葉地町間は1955年から1956年にかけて開業））を中心に運用された。1958年12月の池下車庫廃止による稲葉地車庫への移転に際しては、全車稲葉地車庫に移動して引き続き栄町線を中心に運行された。市内中心部ではよく見ることができる車両ではあったが、配属車庫の関係で他路線を走る機会はあまりなかった。しかし、毎年秋の名古屋市小学校連合運動会の際には、普段入線することのない循環東線を通って瑞穂運動場引込線まで小学生を乗せて走ったことがあった。
晩年の路線廃止が進行した時期には、浄心車庫担当の11系統が栄町線笹島町 - 栄間廃止後に稲葉地車庫担当に変更になった際に同系統に（路線は浄心町 - 名古屋駅前 - 笹島町に短縮）投入され、再び名古屋駅前に乗り入れた。

## 栄町線一筋の生涯
デビュー当初の1800形は、同時期に登場した1815号（1901号）同様無音電車として大きく宣伝されたが、名古屋市電初の間接制御車であったことから、初期故障に悩まされて稼働率が低迷し、こちらも1901号同様走っているより車庫で休んでいるほうが多いという情けないデビューとなった。しかし、このとき初期故障で苦労したことによって保守や運転のノウハウが確立、蓄積され、B車以降続々と登場した1900形(1902-1922)、2000形といった和製PCCカーの成功につながることになった。また、1800形の防音効果は吊掛駆動といえども高いものがあり、1800形と同一の車体で直接制御に従来型の台車を履いた、ダウングレード版の1550形が浄心車庫に配属されて栄町線で1800形と相見えることになった際には一目瞭然となり、1550形は子供たちから「インチキ無音（電車）」というあだ名を授けられてしまうほどであった。この他にも、B車のくるくる回るドラムブレーキは1800形を印象付けるものであった。そして初期故障が一段落して1800形がフルに稼動できるようになると、1800形は栄町線と東西に伸びる東山公園、中村線の主役として、西は旧稲葉地配水塔（後の中村図書館）や中村公園の大鳥居を横切り、名古屋駅前から始まるオフィス街の真ん中を駆け抜けて納屋橋を渡り、栄のテレビ塔を望んで今池、池下へ、覚王山からは上り坂を東山公園、そしてベッドタウンとして開発が始まったばかりの星ヶ丘へと、メインストリート一筋に走り続けた。
その後、A車のブレーキ力の強化を図るために、動輪にB車と同じドラムブレーキを取り付ける改造を行い、1969年にはB車のワンマン改造を実施した。その際、前面ナンバー部分にワンマンカー表示灯を設置したため、ナンバーの文字を小型化したうえで系統板の下に移設している。この他にも、A車の前面中央窓をB車と同じ落し込みの窓に改造したものも現れた。名古屋市電廃止の過程では、1970年10月に1814が1800形初の廃車となり、続いて1971年2月の栄町線笹島町 - 栄間の廃止によってツーマンカーで残った1801 - 1813のA車全車が廃車された。残ったB車も1972年3月の稲葉地町 - 笹島町、浄心町 - 笹島町間廃止に伴う浄心、稲葉地車庫廃止によって全車が廃車となった。廃車後、交通局において保存された車両はないが、1814号が豊田市交通公園に保存され、1825号が個人宅に保存されている。

## 車両諸元
- 車長：12706mm
- 車高：3616mm（1801 - 1814）、3687mm（1821 - 1830）
- 車幅：2404.6mm
- 定員：70名（1801 - 1814）、80名（1821 - 1830）
- 自重：14.0t（1801 - 1814）、16.0t（1821 - 1830）
- 台車：FS60型（1801 - 1814）、FS61型（1821 - 1830）
- 電動機：38kW×2（1801 - 1814）、44.8kW×2（1821 - 1830）
- 製造：1801 - 1813,1821 - 1825は日本車両、1814は愛知富士産業、1826 - 1830は輸送機工業